# Francis Jeanson
Pour les articles homonymes, voir Jeanson.
Francis Jeanson, né à Bordeaux le 7 juillet 1922, mort à Arès le 1er août 2009, est un philosophe français, notamment connu pour son engagement en faveur du FLN pendant la guerre d'Algérie.

## Biographie
Lors de la Seconde Guerre mondiale, après des études de philosophie à la faculté des lettres de Bordeaux, il s'évade par l'Espagne pour fuir le STO et rejoint l'armée française de la Libération en 1943.
Reporter à Alger républicain en 1945, il rencontre Albert Camus. En 1947, il est l'auteur d'un livre qui deviendra un classique, Le Problème moral et la pensée de Jean-Paul Sartre. Sartre lui confie la gérance de la revue Les Temps modernes de 1951 à 1956. C'est Jeanson lui-même qui y écrit la critique de L'Homme révolté, qui brouilla pour de bon Sartre et Camus.
Il se lie d'amitié avec Emmanuel Mounier, qui lui ouvre en 1948 les portes de la revue Esprit, où règne alors un certain « philocommunisme », et qui facilite son entrée dans le sérail intellectuel de l'après-guerre. Mounier le fait également entrer au comité de lecture des éditions du Seuil et le recommande auprès de son directeur littéraire, Paul Flamand. Lorsqu'en mars 1950, Mounier décède, Albert Béguin qui préparait au Seuil le lancement de la collection « Écrivains de Toujours » quitte l'éditeur pour la revue Esprit. C'est Jeanson qui est choisi pour prendre sa suite à la tête de cette série de vulgarisation. L'ambition de diffuser la culture au plus grand nombre gagnera en densité grâce à lui. Entre 1951 et 1956, plus de 30 titres paraissent dans "Ecrivains de toujours".  
À partir de 1957, au plus fort de la guerre d'Algérie, il met en pratique ses idéaux anticolonialistes en créant le Réseau Jeanson, chargé de transporter des fonds à destination du FLN. Il est alors le camarade de lutte et compagnon de Hélène Cuenat. Son réseau clandestin de militants sera démantelé en 1960. En fuite à l'étranger, Francis Jeanson sera jugé par contumace, reconnu coupable de haute trahison et condamné en octobre 1960 à dix ans de réclusion.
Il revient s'installer à Paris à l'occasion de son amnistie, en 1966, puis travaille avec le Théâtre de Bourgogne (dirigé par Jacques Fornier) et est chargé de préfigurer la politique culturelle de la Maison de la culture de Chalon-sur-Saône (1967-1971). Il propose et élabore à travers cette expérience la notion de « non public », qui sera reprise en mai 1968 dans la « Déclaration de Villeurbanne », dont il est le principal rédacteur.
Sollicité par des psychiatres, il mène ensuite des interventions pour une psychiatrie ouverte, une « psychiatrie du sujet », et crée notamment la SOFOR (Sud Ouest Formation Recherche), qui développe des actions de formation auprès du personnel soignant.
De 1984 à 1987, il est président du conseil d'administration du Conservatoire national supérieur de musique de Lyon. En 1992, il devient président de l'Association Sarajevo, en soutien au peuple bosniaque, et se porte candidat sur la liste « L'Europe commence à Sarajevo » du professeur Léon Schwartzenberg pour les élections européennes de 1994.

## Participation ouvrage collectif
- Hervé Bazin, Marc Beigbeder, Jean-Marie Domenach, Francis Jeanson, Michel Leiris, Jacques Madaule, Marcel Mer, Jean Painlevé, Roger Pinto, Jacques Prévert, Roland de Pury, J.H. Roy, Vercors et Louis de Villefosse (préf. Jean-Paul Sartre), L'Affaire Henri Martin : Commentaire de Jean-Paul Sartre (Collectif), Paris, Gallimard, coll. « nrf / Hors série Connaissance », 29 octobre 1953, 296 p. (ISBN 2-07-024836-4, présentation en ligne).

## Sur Francis Jeanson
- Marie-Pierre Ulloa, Francis Jeanson. Un intellectuel en dissidence de la Résistance à la guerre d'Algérie, Berg International Editeurs, Paris, 2001, 286 p.
- (en) Marie-Pierre Ulloa, Francis Jeanson: A Dissident Intellectual from the French Resistance to the Algerian War (Palo Alto, Stanford UP, 2008)  (ISBN 978-0804755085).
- Itinéraire d'un intellectuel engagé, film documentaire réalisé par Catherine de Grissac et Bernard Vrigon de l’APDFJ.
- Les valises du professeur Jeanson, essai biographique de Dominique-Emmanuel Blanchard, Éditions Ovadia, 2015
- Jean-Claude Margolin, « Simone de Beauvoir, Jeanson, Sartre et le sartrisme », Études françaises, vol. 3, no 1, 1967, p. 61-73 (lire en ligne).
- L'École nationale supérieure des travaux publics à Alger porte son nom.

## Filmographie
- La Chinoise, film de Jean-Luc Godard, 1967 (Jeanson joue son propre rôle lors d'une discussion avec Anne Wiazemsky)

- Figure sous le pseudonyme "Alexandre" dans l'ouvrage de Maurienne "Le déserteur", livre interdit lors de sa publication en 1960, réédité en 2005 par les éditions L'Echappée.